# 柴郡
柴郡（英語：Cheshire），舊稱切斯特郡（County of Chester），是英國英格蘭西北部的一個名譽郡。行政上，柴郡分為柴郡西和切斯特、柴郡東、沃靈頓自治市以及哈爾頓自治市。沃靈頓是柴郡人口最多的城鎮，有211,000人。切斯特是柴郡的郡治，也是柴郡唯一的城市。
2009年4月之前，柴郡是34個非都市郡之一，實際管轄6個非都市區，佔地2,083平方公里，有686,300人口；如待成48個名譽郡之一，它名義上包含多2個單一管理區─霍爾頓區、沃靈頓，佔地增至2,343平方公里，人口增至999,800。
2009年4月，柴郡保有名譽郡，廢除了非都市郡，改制為4個單一管理區。

## 行政區劃

### 1972-2009

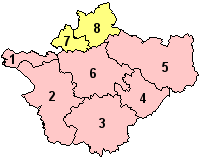
1. 埃爾斯米爾港-內斯頓
2. 切斯特
3. 克魯-楠特威奇
4. 康格爾頓
5. 麥克爾斯菲爾德
6. 韋爾羅亞爾
7. 霍爾頓（單一管理區）
8. 沃靈頓（單一管理區）

柴郡是非都市郡，實際管轄6個非都市區：埃爾斯米爾港-內斯頓（Ellesmere Port and Neston）、切斯特、克魯-楠特威奇（Crewe and Nantwich）、康格爾頓（Congleton）、麥克爾斯菲爾德（Macclesfield）、韋爾羅亞爾（Vale Royal）；如看待成名譽郡，它名義上包含多2個單一管理區：霍爾頓（Halton）、沃靈頓（Warrington）。

### 2009-
2009年4月1日，英格蘭地方政府結構變化正式實施，7個英格蘭的郡改革行政區劃，產生9個新的單一管理區。柴郡的非都市郡廢除，改制為4個單一管理區。
原來的埃爾斯米爾港-內斯頓、車士打及韋爾盧瓦爾合併成為柴郡西-車士打，而克魯-楠特域治、康格爾頓及麥克爾斯菲爾德合併成為柴郡東；霍爾頓及沃靈頓維持不變。

## 地理
下圖顯示英格蘭48個名譽郡的分佈情況。柴郡西北與默西賽德郡相鄰，東北與大曼徹斯特郡相鄰，東與打比郡相鄰，東南與斯塔福德郡相鄰，南與什羅普郡相鄰。

## 外部連結
53°10′N 2°35′W / 53.167°N 2.583°W
- （英文）柴郡議會